# Batalla de Novopávlivka
La batalla de Novopávlivka es un enfrentamiento militar iniciado en marzo de 2025 entre las Fuerzas Armadas de Rusia y las Fuerzas Armadas de Ucrania por el control del asentamiento ucraniano de Novopávlivka y la zona cercana, la localidad de Novopávlivka representa nuevamente la llegada de la guerra al óblast de Dnipropetrovsk, que no vio acción desde la retirada rusa de 2022.

## Antecedentes
Tras la captura rusa de Kurájove y Velika Novosilka en enero de 2025, el movimiento en este sector del frente se estabilizó en gran medida. El ejército ucraniano declaró que detuvo los avances rusos debido a un reagrupamiento estratégico de su ejército. Mientras tanto, el Instituto para el Estudio de la Guerra (ISW) observó una pausa operativa temporal en las operaciones ofensivas rusas a finales de enero, febrero y principios de marzo. Esto fue confirmado por un descenso de las operaciones de asalto rusas en el primer trimestre de 2025, lo que también resultó en una disminución mensual consecutiva de las ganancias territoriales rusas.

## Ofensiva
Hacia finales de marzo, las Fuerzas Armadas rusas reanudaron las operaciones ofensivas cerca de Pokrovsk. En lugar de asaltar la ciudad directamente, esta vez los ataques se dirigieron hacia el oeste. Tanto el Estado Mayor de las Fuerzas Armadas de Ucrania como el Instituto para el Estudio de la Guerra comenzaron a referirse a este sector de la línea del frente como "dirección Novopávlivka". El 30 de marzo, las tropas rusas tomaron la aldea de Zaporiyia, ubicada a siete kilómetros del óblast de Dnipropetrovsk. Al mismo tiempo, las fuerzas rusas lanzaron un asalto al oeste de Kurájove, donde avanzaron hacia las afueras orientales de Rozlyv. Al día siguiente, el Ministerio de Defensa de Rusia dijo que sus fuerzas tomaron el control total de Rozlyv. Imágenes geolocalizadas publicadas el 1 de abril corroboraron la toma rusa de Rozlyv. A principios de abril se produjeron avances simultáneos al norte de Velika Novosilka, donde el ejército ruso reanudó las operaciones ofensivas a lo largo del río Mokry Yaly. Las tropas rusas afirmaron haber capturado Vesele.
A lo largo de abril, las fuerzas rusas avanzaron lentamente por los campos al este de Novopávlivka, tomando el asentamiento de Preobrazhenka. El ejército ucraniano observó un aumento de las operaciones rusas en abril, tanto en asaltos mecanizados como de infantería. En el sur, a lo largo del río Mokri Yaly, las fuerzas ucranianas repelieron nuevos avances rusos. Un comandante ucraniano local declaró que el ejército ucraniano logró mejorar sus posiciones en este sector al recuperar el control de la aldea de Dniproenerhiya. Al mismo tiempo, las tropas rusas reanudaron las operaciones cerca de Rozlyv, donde avanzaron hacia el oeste a lo largo del río Vovcha el 18 de abril.
La semana siguiente, las fuerzas ucranianas lograron repeler un asalto motorizado ruso desde Rozlyv hacia Bahatyr, compuesto enteramente por motocicletas y vehículos civiles. Elementos del 430.º Regimiento de Fusileros Motorizados ruso lograron finalmente atrincherarse en las calles del sureste de Bahatyr a principios de mayo. Al este de Novopávlivka, el ejército ruso lanzó varios ataques y logró avanzar hacia la parte oriental de Troitske. Rusia anunció la captura de Troitske el 8 de mayo. Imágenes geolocalizadas indicaron que las fuerzas rusas tomaron el control del centro de Kotlyarivka el 9 de mayo. Además, los soldados rusos avanzaron hacia el centro de Bahatyr por la calle Likarniana. El avance ruso alrededor de Kotlyarivka coloca a Novopávlivka a 10 kilómetros (seis millas) de la línea del frente. Como resultado, las autoridades ucranianas ordenaron la evacuación de siete aldeas en la región oriental de Dnipropetrovsk.
A mediados de mayo, continuaron los asaltos rusos cerca de la frontera entre Dnipropetrovsk y Donetsk. Mientras tanto, en Bahatyr, el ejército ruso afirmó haber capturado completamente la aldea. El 18 de mayo, el ISW evaluó, basándose en imágenes geoconfirmadas, que elementos de la 36.ª Brigada de Fusileros Motorizados rusa izaron banderas rusas en Bahatyr, lo que indicaba la toma de la aldea. Se produjeron avances adicionales al sureste de Bohdanivka. La semana siguiente, las fuerzas rusas iniciaron avances al oeste de Bahatyr, capturando la aldea de Odradne. Además, las tropas rusas lograron asegurar el asentamiento de Bohdanivka.
A principios de junio, el ejército ruso reanudó las operaciones ofensivas a lo largo del río Mokry Yaly al tomar Fedorivka. La captura de Fedorivka también indicó que Rusia tomó el control total de Dniproenerhiya y Vesele. El 8 de junio, el Ministerio de Defensa ruso anunció que sus fuerzas habían llegado a la frontera administrativa del óblast de Dnipropetrovsk. Los funcionarios ucranianos negaron las declaraciones rusas sobre su presencia dentro de Dnipropetrovsk, calificando los informes de "falsos". El vicepresidente del Consejo de Seguridad ruso, Dmitry Medvedev, declaró que las fuerzas rusas "comenzaron una ofensiva" dentro del óblast de Dnipropetrovsk. Al día siguiente, el ISW evaluó, basándose en imágenes geolocalizadas, que el ejército ruso había llegado a la frontera del óblast de Dnipropetrovsk al noroeste de Horikhove. Imágenes adicionales mostraron a la 114.ª Brigada de Fusileros Motorizados rusa izando banderas sobre Oleksiivka, ubicada al norte de Bahatyr.

## Análisis

### Valor estratégico
Novopávlivka solía estar ubicada a una distancia segura del frente oriental durante los dos primeros años de la guerra. Esto cambió cuando el ejército ruso lanzó una ofensiva en 2024 hacia la ciudad ucraniana de Pokrovsk, dejando la línea de contacto a solo un par de millas de Novopávlivka. La localidad en sí no es particularmente estratégica, aunque su ubicación justo al otro lado de la frontera con la región de Dnipropetrovsk la hace significativa, ya que Rusia no ha entrado en esta región en los primeros tres años de su invasión a gran escala. Por lo tanto, sería principalmente un golpe moral para Ucrania si Rusia cruzara a la región de Dnipropetrovsk y se apoderara de Novopávlivka.

### Táctica
La ofensiva presenció la integración de motocicletas y cuatrimotos en las operaciones ofensivas rusas. El Ministerio de Defensa ruso publicó un video que muestra a sus combatientes practicando la nueva táctica en una pista de tierra. La ISW ha observado un aumento en el uso ruso de motocicletas en asaltos motorizados. La formación de pequeños escuadrones tácticos de motocicletas es un intento de evadir los ataques con drones ucranianos. La velocidad y la agilidad pueden considerarse ventajas de esta táctica, aunque la estrategia es muy arriesgada, ya que el piloto no cuenta con blindaje protector en caso de impacto.